# Copa Intercontinental de 1973
A 14.ª edição da Copa Intercontinental ocorreu em 1973. Foi disputada entre o campeão sul-americano e o vice-campeão europeu, já que o então campeão intercontinental e europeu Ajax novamente desistiu de jogar. Pela primeira vez a Copa Intercontinental foi decidida em partida única, em campo "neutro", na Itália, país de um dos participantes.
Em 27 de outubro de 2017, após uma reunião realizada na Índia, o Conselho da FIFA reconheceu os vencedores da Copa Intercontinental como campeões mundiais.

## História
Um ano após ter ganho seu primeiro intercontinental, o Ajax novamente se negou a participar da competição, apesar de apresentar grandes expectativas, principalmente porque acabara de conquistar um tricampeonato na Liga dos Campeões da UEFA, fato superado apenas pelo Real Madrid, que conseguiu um pentacampeonato.
O clube italiano, apesar de estreante na disputa e não ter ganho a Copa dos Campeões da Europa, tinha boas expectativas. Era o maior campeão italiano à época, com quatorze títulos, incluindo o de 1973. O clube argentino, o maior campeão da América da época, tendo conquistado seu 2º bicampeonato na Libertadores daquele ano, tinha grandes expectativas também, apesar de nunca ter ganho o torneio intercontinental.
A Juventus vinha com uma derrota de 1–0 para o holandês Ajax. Por outro lado, o Independiente vinha com dois empates (1–1 e 0–0) e uma vitória de 1–0 contra o Colo-Colo, do Chile.

### A decisão
O duelo foi disputado na Itália, em uma única partida e o troféu foi entregue em Roma, conforme acordado pelos dois clubes.

## Participantes
| Confederação | Equipe        | Classificação                                                | Participação |
| ------------ | ------------- | ------------------------------------------------------------ | ------------ |
| CONMEBOL     | Independiente | Campeão da Copa Libertadores da América de 1973              | 4ª           |
| UEFA         | Juventus      | Vice-campeão da Taça dos Clubes Campeões Europeus de 1972–73 | 1ª*          |

*OBS: Em 1973, o Ajax campeão da Taça dos Clubes Campeões Europeus de 1972–73, desistiu de disputar o torneio intercontinental e foi substituído pelo vice-campeão Juventus.

## Final
| 28 de novembro de 1973 | Juventus | 0 – 1     | Independiente | Olimpico, Roma (Itália)                  |
|                        |          | Relatório | Bochini 80'   | Público: 22,489 Árbitro: Alfred Delcourt |

|  | Juventus | Independiente |

| JUVENTUS:        |  |               |  |      |
|                  |  |               |  |      |
| G                |  | Zoff          |  |      |
| LD               |  | Spinosi       |  | 74a' |
| Z                |  | Salvadore (C) |  |      |
| Z                |  | Gentile       |  |      |
| LE               |  | Morini        |  |      |
| M                |  | Cuccureddu    |  |      |
| M                |  | Marchetti     |  |      |
| M                |  | Causio        |  |      |
| A                |  | Anastasi      |  |      |
| A                |  | Mazzola       |  |      |
| A                |  | Bettega       |  | 74b' |
| Substituição:    |  |               |  |      |
| Z                |  | Longobucco    |  | 74a' |
| M                |  | Viola         |  | 74b' |
| Treinador:       |  |               |  |      |
| Čestmír Vycpálek |  |               |  |      |

| INDEPENDIENTE:         |  |             |  |     |
|                        |  |             |  |     |
| G                      |  | Santoro (C) |  |     |
| LD                     |  | Commisso    |  |     |
| Z                      |  | López       |  |     |
| Z                      |  | Sá          |  |     |
| LE                     |  | Pavoni      |  |     |
| M                      |  | Bochini     |  |     |
| M                      |  | Galván      |  |     |
| M                      |  | Raimondo    |  |     |
| A                      |  | Balbuena    |  |     |
| A                      |  | Magglioni   |  |     |
| A                      |  | Bertoni     |  | 83' |
| Substituição:          |  |             |  |     |
| M                      |  | Semenewicz  |  | 83' |
| Treinador:             |  |             |  |     |
| Roberto Oscar Ferreiro |  |             |  |     |

| Copa Intercontinental de 1973     |
| --------------------------------- |
| Independiente Campeão (1º título) |